# Syed Khurshid Ahmed Shah

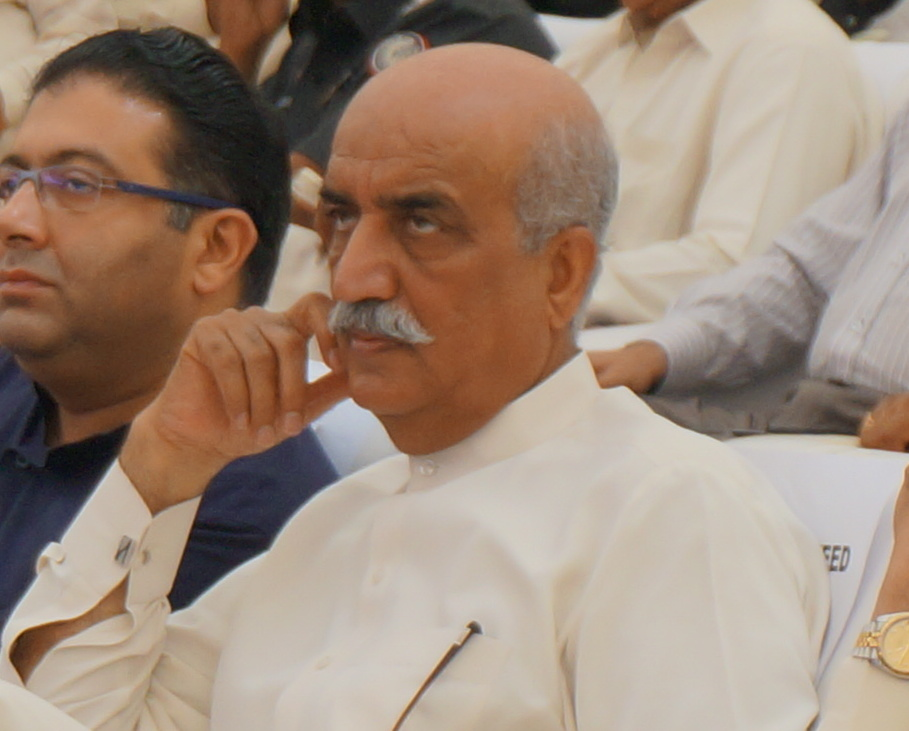
Syed Khurshid Ahmed Shah

Syed Khurshid (Ahmed) Shah (Urdu سید خورشید شاہ, Sayyid Ḫūršīd Šāh, Seyyed Chorschid Schah; * 1952) ist ein pakistanischer Politiker und Rechtsanwalt, der seit August 2018 Mitglied der Nationalversammlung Pakistans ist. Zuvor war er bereits von 1990 bis Mai 2018 Mitglied der Nationalversammlung.
Shah wuchs in Sukkur in der Provinz Sindh auf. Nach seinem Studium am Sukkur’s Islamia College wurde er 1988 in das Provinz-Parlament von Sindh gewählt. Dort stieg er zum Minister unter anderem für Bildung, Import und Verkehr auf. Bei der Parlamentswahl 1990 folgte die Wahl in die Nationalversammlung. Nach der Parlamentswahl 1993 wurde er Bildungsminister unter Premierministerin Benazir Bhutto. Im Jahr 2008 wurde er als Mitglied der PPP wiedergewählt und Minister für Arbeit. Zwei Jahre später bekleidete er das Ministeramt für Religiöse Angelegenheiten. Während dieser Legislaturperiode war er auch Chief-Whip seiner Partei. Im Jahr 2013 wurde er ein weiteres Mal ins Parlament gewählt; er übernahm die Rolle des Oppositionsführers. Bei der Wahl fünf Jahre später zog er abermals ins Parlament ein und war Oppositionskandidat für den Posten des Parlamentssprechers.
Im Jahr 2019 wurde er auf Grund von Anhäufung von Vermögens oberhalb seines Einkommens im Jahr 2005 und zwischen den Jahren 2008 und 2019 festgenommen. Einen Antrag auf Bewährung lehnte der High Court in Sindh 2021 ab.